# Hamaca

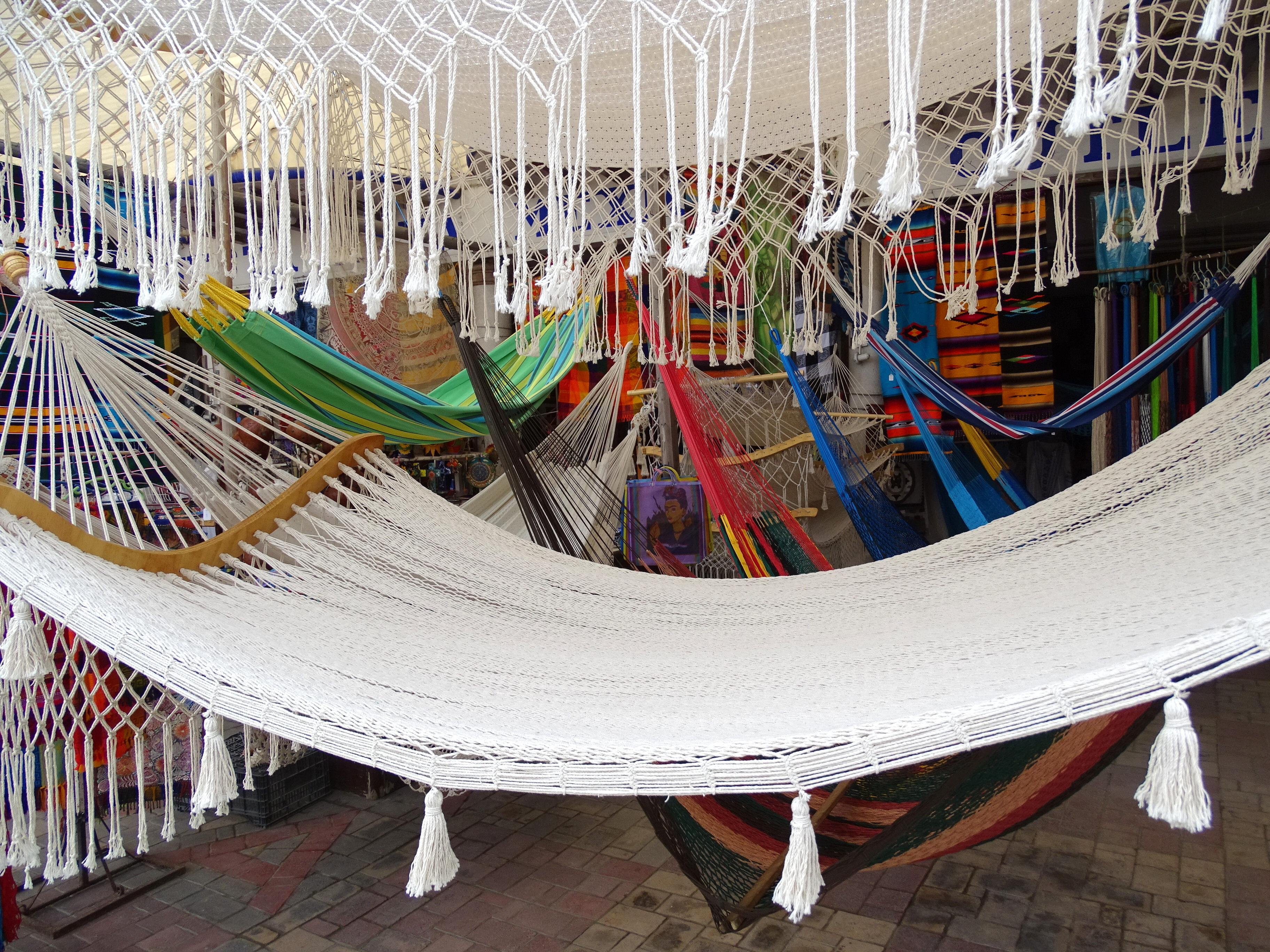
Puesto de hamacas en Tulum, Quintana Roo, México.

La hamaca, chinchorro, coy o también llamada hamaca paraguaya (En Argentina y Uruguay) es un objeto usado para dormir o descansar. Consiste en una lona, tela o tejido parecido a una red constituida por bramante o cuerda fina que se fija a dos puntos firmes.

## Etimología
La palabra hamaca proviene del idioma taíno y su significado se desconoce a ciencia cierta, algunos dicen que significa «red para pescado». Puede que se trate tan sólo del nombre propio que los taínos daban a este mueble primitivo o pseudo mueble.
Se conoce también como chinchorro, proveniente de chinche y -orro; hamaca paraguaya, en Argentina y Uruguay, para diferenciarlos de la "hamaca" y "columpio" en otros países.

## Historia

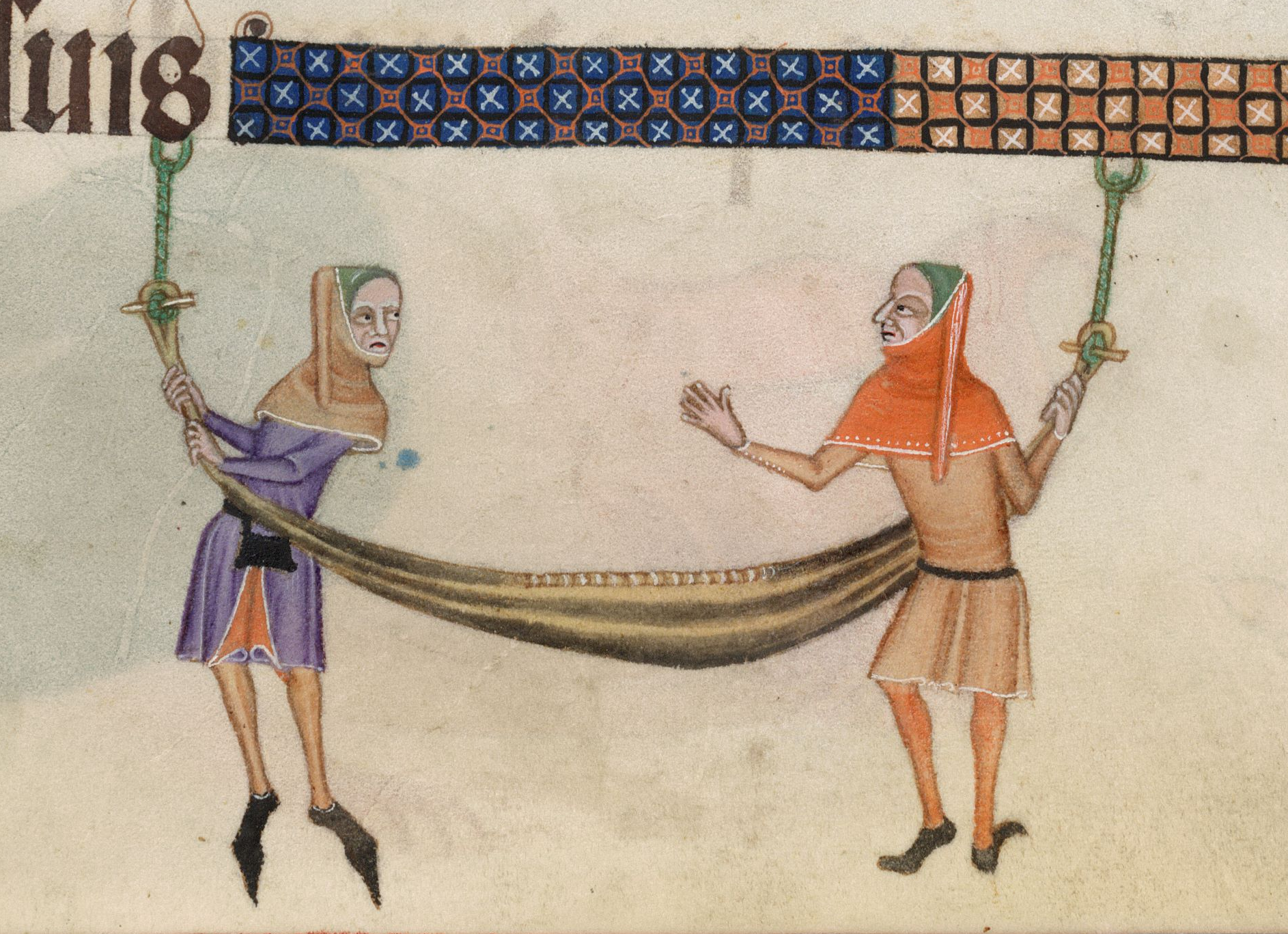
Ilustración de un fragmento del Salterio de Luttrell (c. 1330)

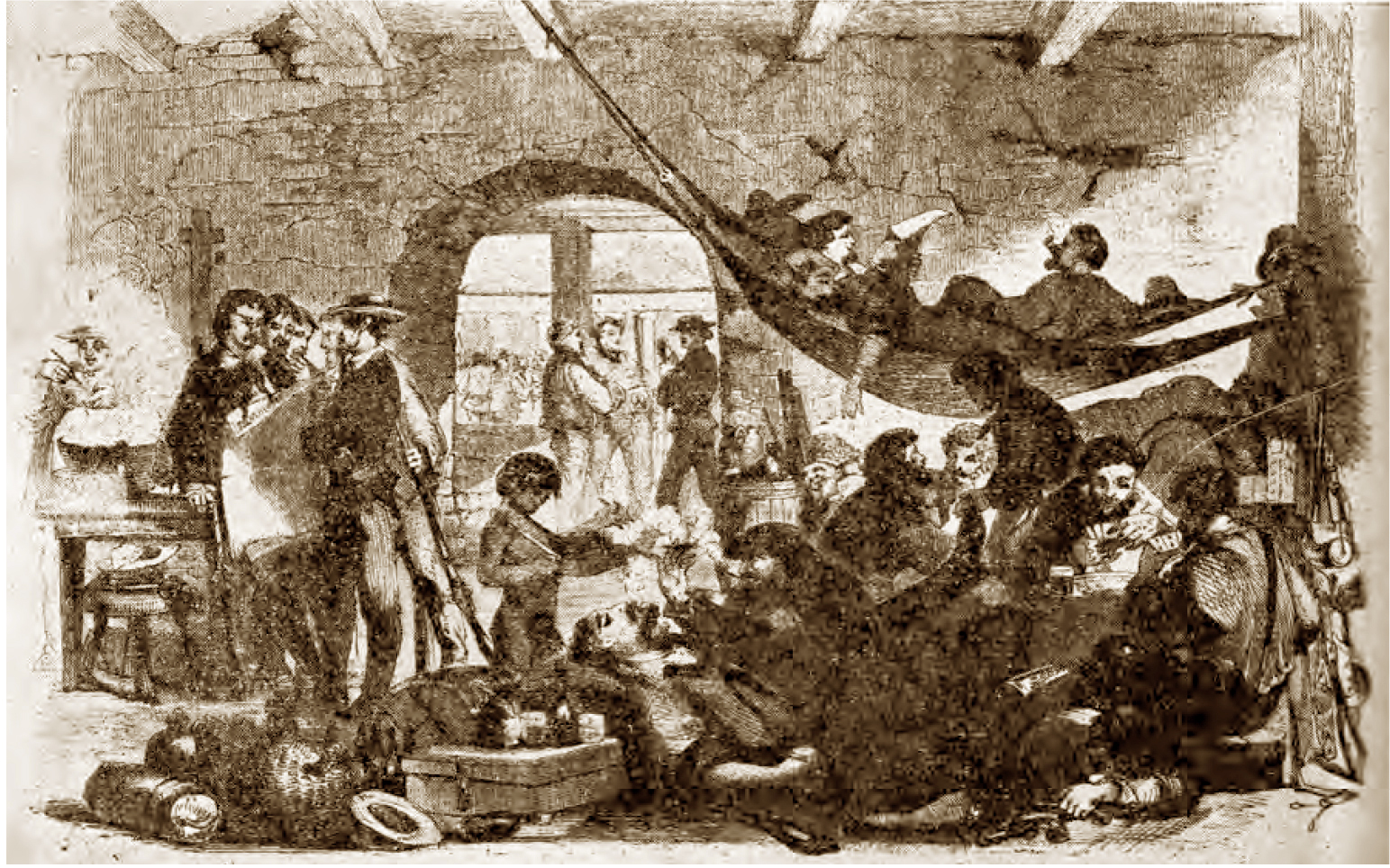
La hamaca en las guerras de los trópicos: filibusteros descansando, 1855.

En el siglo XV d.C., en la región del Caribe, los habitantes de esa zona del continente utilizaban para dormir esteras, camas de palos y hamacas. En 1492, en el primer viaje de Colón, se crea la primera colonia en la isla bautizada La Española, poblada por los taínos. A su regreso, en su segundo viaje, Colón llevó a la isla a Fray Ramón Pané para que se encargara de aprender el idioma taíno y sacar toda la información posible sobre los mismos. Es muy probable que fuera el mismo Pané quien indicara a Colón y a los colonos que esas redes para dormir se llamaban hamacas. 
El cronista español Bartolomé de las Casas, en su obra “Brevísima Relación de la Destrucción de las Indias” en 1552 escribió que “Sus camas (la de los taínos) son encima de una estera e, cuando mucho, duermen en unas como redes colgadas, que en lengua de la isla Española llamaban hamacas”.  
El cronista y militar español Gonzalo Fernández de Oviedo y Valdés dio la descripción más antigua que se conoce de una hamaca taína en su obra" Historia general y natural de las Indias, islas y tierra firme del mar océano", en la que relata acontecimientos que van de 1492 a 1549.  Según el autor “Las camas en que duermen (los tainos) se llaman hamacas, que son unas mantas de algodón muy bien tejidas y de buenas y lindas telas, y delgadas algunas de ellas, de dos varas y de tres en luengo, y algo más angostas que luengas, y en los cabos están llenas de cordeles de cabuya y de henequén, luengos. Y aquella atan a un árbol, y la del otro al otro cabo, con cuerdas o sogas de algodón, y queda la cama en el aire, cuatro o cinco palmos levantada de tierra, en manera de honda o columpio. Y es muy bueno dormir en tales camas, y son muy limpias; y como la tierra es templada, no hay necesidad de otra ropa ninguna encima".
Algo parecido a una hamaca está representado en el Salterio de Luttrell datado alrededor de 1330. La miniatura en el manuscrito ilustrado de Inglaterra parece probar que en Europa se conocían, pero, a pesar de ello, ni en Europa ni en Inglaterra eran conocidas hasta que los españoles la introdujeron desde América.
Luego del descubrimiento de América, barcos de otros reinos europeos como Inglaterra, Francia o los Países Bajos comenzaron a llegar a las zonas del Caribe a principios del siglo XVI. Estos barcos se comenzaron a dedicar a la piratería y a poblar lugares donde los españoles no tenían todavía colonias. Estos filibusteros, corsarios y bucaneros comenzaron a utilizar en sus barcos las hamacas taínas para dormir, extendiendo el uso de las hamacas a las demás naciones europeas.

## Materiales

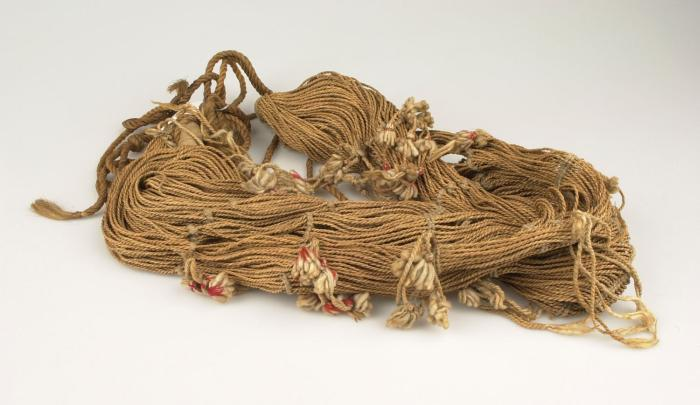
Hamaca Kalima Surinam.

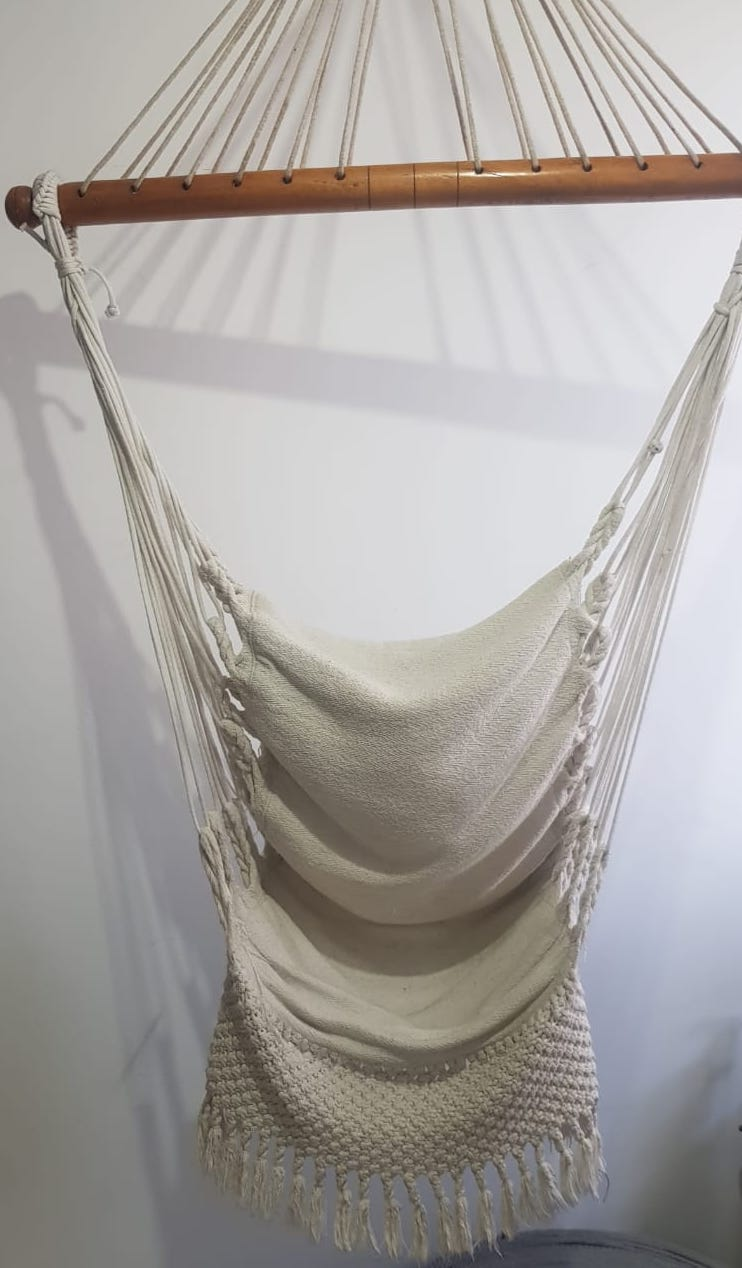
Hamaca tipo silla.

Hoy en día, están fabricadas de diversos materiales y la calidad depende sobre todo en la urdimbre y el número de hilos utilizados. Las hamacas tienen un lugar tan importante en el corazón de la gente del Caribe que incluso en las casas más humildes existen ganchos en las paredes para colgarlas.
Las hamacas han sido utilizadas después del siglo XVI por los marineros en los barcos; ya que la hamaca se mueve al ritmo del navío y el durmiente no corre el riesgo de ser arrojado al suelo.
Las hamacas, en principio hechas de algodón, henequén, pita o cabuya y teñidas con tintes vegetales y anilinas, variedad de diseños, colores y tamaños, se elaboran actualmente de fibras poliéster, aunque finalmente el material más utilizado para hacerlas es el polipropileno también hay un retorno a las tradiciones, a la fibra vegetal.
Pueden encontrarse en una gran variedad de diseños, desde su diseño tradicional rectangular hasta sillas hamacas. Todas estas en gran variedad de colores.

## Uso

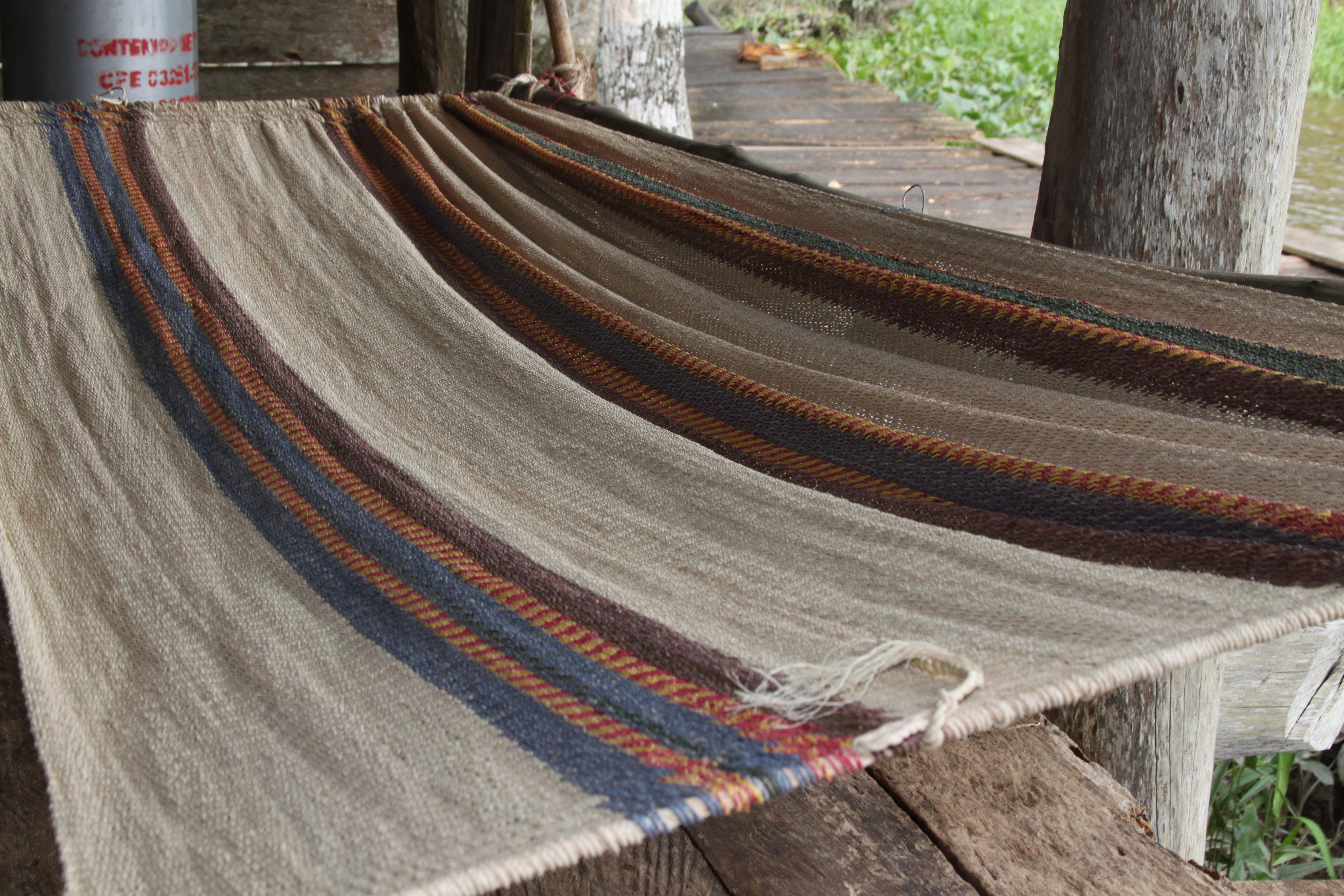
Hamaca de la etnia Warao en elaboración.

Como sucede con algunos otros artefactos o elementos elaborados por nativos de América, existen disputas regionales por su cuna. Su uso se expandió alrededor del mundo por las empresas comerciales del siglo XVI.
Creadas en bastidores de telar con hilos de algodón, que se teje en urdimbre y trama, en un proceso por el cual se va pasando la urdimbre por arriba y debajo de la trama, cruzándola para finalmente formar la hamaca.
Las hamacas son elementos estándares en casi todas las casas de los Estados de la península de Yucatán y de todo el Caribe. No fueron parte de la civilización clásica de la era maya; se decía que llegaron al Yucatán desde el Caribe menos de dos siglos antes de la llegada de los españoles.
Fabricada y usada en toda América, en Argentina, Bolivia, Colombia, Costa Rica, Cuba,  Ecuador, El Salvador, Guatemala, Honduras, México, Nicaragua, Panamá, Paraguay, Perú, Puerto Rico, República Dominicana, Uruguay, Venezuela. En Argentina y Uruguay se le llama hamaca paraguaya a la hamaca (para distinguirla del columpio, llamado hamaca a secas).
En Colombia, un importante centro artesanal de fabricación de hamacas es la población de San Jacinto, departamento de Bolívar. En 2006, la hamaca fue nominada como símbolo cultural de Colombia en el concurso organizado por la revista Semana con el apoyo de Caracol TV, el Ministerio de Cultura y Colombia es pasión.
En la zona del istmo de Tehuantepec en México, se encuentra una de las mayores producciones de hamacas de América; un poco más al norte, en sierra Juárez se encuentra San Pablo Yaganiza con un tipo de hamaca única, elaborada actualmente en España por artesanos textiles.
También se llaman hamacas a las tumbonas plegables que se utilizan para tomar el sol en la playa o la piscina. Generalmente, están constituidas por un bastidor plegable de metal o de madera y una lona cosida a este o a los columpios.
Cabe destacar que el nombre hamaca es usado para la elaborada con tejido sólido o tupido, en tanto que la hecha con tejido tipo red se le conoce como chinchorro (esto principalmente en Colombia y Venezuela).
Chinchorro es también la denominación arijuna (ajeno o extraño a la cultura Wayú) que se le otorga al objeto tejido que sirve para descansar. En el wayú, chinchorro se escribe "süi" y hace parte de los elementos de prestigio para las rancherías de la cultura Wayú, existente en la Guajira colombiana y al noreste de Venezuela. El chinchorro está elaborado a partir de tres técnicas de tejeduría: telar vertical, anudado y macramé.